# أندريا هانوس
أندريا هانوس (من مواليد 8 مايو 1973) هى دراجة كندية محترفة سابقة في سباقات الطرق والمضمار.

## بداية حياتها
بتدريب والدها، ساندور (أليكس) هانوس، وهو راكب دراجات بارع أصله من المجر، غالبًا ما كانت هانوس تتدرب وتتسابق مع أختها الصغرى. في عام 1998، جندوا الأخوات من قبل جامعة ولاية ميدويسترن وقدما منحا دراسية رياضية للتنافس مع فريق الدراجات المدرسية. على مدى السنوات القليلة التالية، فازت الأخوات بما مجموعه تسعة أحداث في البطولة الوطنية الجماعية الأمريكية (القسم الأول) على الطريق وعلى مضمار السباق لصالح جامعة ولاية الغرب الأوسط. تسابقت الشقيقتان أيضًا لصالح فريق الدراجات الأمريكي فيريزون وايرلس في عام 2001.
دخلت الرياضة لأول مرة في سباقات المضمار والميدان، وتخصصت في الوثب الطويل والثلاثي. التحقت بالمدرسة الثانوية في أكاديمية ليتل فلاور في فانكوفر، كولومبيا البريطانية، وتخرجت في عام 1991 بعد فوزها بحدث الوثب الثلاثي في بطولة مقاطعة كولومبيا البريطانية للمضمار والميدان. ثم انتقلت بعد ذلك للتنافس في سباقات المضمار والميدان في نادي كاجاكس وجامعة كولومبيا البريطانية ثندربيردز، بينما حصلت على بكالوريوس العلوم في بيولوجيا الخلية. لقد احتلت المركز التاسع في الوثب الثلاثي في بطولة المضمار والميدان الكندية عام 1995 في مونتريال. لاحقًا، بصفتها راكبة دراجات جماعية، التحقت بجامعة ولاية الغرب الأوسط في ويتشيتا فولز، تكساس، وحصلت على درجة الماجستير في العلوم في علم الأحياء.

## الأحتراف
تسابقت هانوس بدراجتها لأول مرة في عام 1996 وبعد عام اختيرت من قبل شركة ركوب الدراجات الكندية لسباق جولة سيكلايست فيمينين لعام 1997، للنسخة النسائية من سباق فرنسا للدراجات. مثلت كندا في دورة ألعاب الكومنولث السادسة عشرة لعام 1998 في كوالالمبور، ماليزيا، وكانت الدراجة الكندية الوحيد التي تنافس في أربعة أحداث سباق الطريق، وتجربة الوقت الفردي، والسعي الفردي، وسباق النقاط.
في سباق النقاط، فازت بالسباق الأخير لتنتهي بالتعادل الثلاثي لتحتل المركز الرابع، ولكن بعد إجراءات كسر التعادل، احتلت المركز السادس رسميًا.

## الميداليات
حققت هانوس العديد من الانتصارات المهنية بما في ذلك الميدالية الذهبية في المعيار في بطولة كندا الوطنية لركوب الدراجات على الطرق لعام 2002، وهي واحدة من عشر ميداليات في البطولة الوطنية الكندية. لقد احتلت المركز الثالث بشكل ملحوظ في التصنيف العام (GC) في مضمار الدراجات 2002 في كاليفورنيا.

## التقاعد
تقاعدت هانوس من ركوب الدراجات الاحترافية في نهاية عام 2004 بعد السباق لمدة ثلاثة مواسم لفريق فريق رونا للدراجاتمن كيبيك. في عام 2011، ساعدت في إدارة فريق الدراجات النسائي ريك الأحمر شاحنة ف/ب منازل الفسيفساء ومقره فانكوفر جنبًا إلى جنب مع أليسون سيدور الحائزة على الميدالية الفضية المركز الأولمبية في سباق الدراجات الجبلية.

## النتائج الرئيسية
1996
المركز الأول - تور دي وايت روك (وايت روك، كولومبيا البريطانية)
1997
- المركز الأول - تور دي وايت روك (وايت روك، كولومبيا البريطانية)
- الثالث - معيار سباق الجائزة الكبرى لميدان باستيون (فيكتوريا، كولومبيا البريطانية)
- الرابع - البطولة الوطنية الكندية، سباق الطريق، الطريق، النخبة (روين نوراندا، QC)
- المركز السادس - البطولة الوطنية الكندية، الطريق، ITT، النخبة (روين نوراندا، QC)
- المركز الأول - المقدمة؛ الخامس - التصنيف العام، جولة في ويلاميت (يوجين، أوريغون)
- الخامس عشر - التصنيف العام، سباق الجائزة الكبرى الدولي للسيدات الكنديات (كيبيك)

1998
- المركز الثالث - البطولة الوطنية الكندية، الطريق، ITT، النخبة (فانكوفر، كولومبيا البريطانية)
- المركز الثاني - سباق النقاط، بطولة كندا الوطنية للدراجات على المضمار (فيكتوريا، كولومبيا البريطانية)
- الرابع - المقدمة؛ الخامس - المرحلتان 2 و 4؛ الخامس عشر - التصنيف العام، سباق بريتاني النسائي (بريتاني، فرنسا)
- الثامن - المطاردة؛ العاشر - سباق النقاط، كأس العالم للدراجات على مضمار الاتحاد الدولي للدراجات (فيكتوريا، كولومبيا البريطانية)
- التاسع - المطاردة؛ المركز الثاني عشر - سباق النقاط، كأس العالم للدراجات على مضمار الاتحاد الدولي للدراجات (هييريس، فرنسا)
- السادس - سباق النقاط؛ الثامن - المطاردة؛ التاسع - آي تي تي؛ المركز الثاني عشر - سباق الطريق، ألعاب الكومنولث السادسة عشرة (كوالالمبور، ماليزيا)

1999
- المركز الثالث - البطولة الوطنية الكندية، الطريق، المعيار، النخبة (شيربروك، مراقبة الجودة)
- المركز الثاني - المطاردة، البطولة الوطنية الكندية لركوب الدراجات (كالجاري، أريزونا)
- المركز الأول - تجربة وقت الفريق، بطولة الولايات المتحدة الجماعية لركوب الدراجات على الطرق (جرينفيل، كارولاينا الجنوبية)
- المركز الأول - سباق لا بريمافيرا لاجو فيستا للدراجات (لاجو فيستا، تكساس)
- الثالث عشر - المطاردة؛ سباق النقاط التاسع عشر، كأس العالم للدراجات على مضمار UCI (فريسكو، تكساس)
- الحادي عشر - المطاردة؛ سباق النقاط الحادي عشر، كأس العالم للدراجات على مضمار الاتحاد الدولي للدراجات (فيورنزولا داردا، إيطاليا)
- المركز 52 - التصنيف العام، هولاند ليديز تور (هولندا)

2000
- المركز الثاني - البطولة الوطنية الكندية، الطريق، المعيار، النخبة (بيتربورو، أونتاريو)
- المركز الثاني - سباق النقاط، بطولة كندا الوطنية لركوب الدراجات (برومونت، كوينزلاند)
- المركز الأول - سباق الطريق. المركز الأول - تجربة وقت الفريق، بطولة الولايات المتحدة الجماعية لركوب الدراجات على الطرق (أثينا، أوهايو)
- المركز الأول - المطاردة الفردية؛ المركز الأول - سباق 500 متر ضد الزمن؛ المركز الأول - المطاردة الإيطالية، بطولة الولايات المتحدة الأمريكية للدراجات الجماعية (فريسكو، تكساس)
- المركز الأول - سباق الطريق سخونة الجحيم مائة (ويتشيتا فولز، تكساس)

2001
- المركز الثاني - البطولة الوطنية الكندية، الطريق، المعيار، النخبة (دييب، نيو برونزويك)
- السابع - المقدمة؛ السادس - المرحلة الرابعة؛ الثالث عشر - التصنيف العام، جولة ويلاميت (يوجين، أوريغون)
- السادس - كأس كلارندون للخدمات البريدية الأمريكية (أرلينغتون، فيرجينيا)
- المركز الخامس - سباق الطريق، سباق الجائزة الكبرى لوادي الطبيعة (مينيابوليس، مينيسوتا)
- الثامن - جولة في سومرفيل (سومرفيل، نيوجيرسي)
- الخامس - التصنيف العام، فيتشبرج لونجسجو كلاسيك (فيتشبرج، ماساتشوستس)
- العاشر - معيار الشفق (أثينا، جورجيا)
- الرابع - المرحلة المركز الأولى، الجائزة الكبرى المنظمة النسائية الدولية في كيبيك (كيبيك)
- المركز التاسع - معيا ربرنامج لانس ارمسترونج (أوستن، تكساس)
- التاسعة - جولة برامج BMC في أرلينغتون (أرلينغتون، ماساتشوستس)
- الرابع - بشكل عام، سلسلة BMC سباق البرمجيات
- المركز 37 - كأس العالم للطرق للسيدات UCI، فيرست يونيون ليبرتي (فيلادلفيا، بنسلفانيا)

2002
- المركز الأول - البطولة الوطنية الكندية، الطريق، المعيار، النخبة (مقاطعة أكسفورد، أونتاريو)
- المركز الأول - سباق مرحلة وادي الشمس، المعيار (فينيكس، أريزونا)
- المركز الأول - المدن الرباعية، المعيار (دافنبورت، آيوا)
- الثانية - المرحلة 3؛ المركز الثالث - التصنيف العام، دراجة ريدلاندز الكلاسيكية (ريدلاندز، كاليفورنيا)
- الثاني - المرحلة 7، جولة تونا الدولية (ألتونا، بنسلفانيا)
- المركز 45 - التصنيف العام، تحدي المرأه الدولي للسيدات (بويز، ID)

2003
- المركز الثالث - جائزة جاستاون الكبرى للتتابع العالمي (فانكوفر، كولومبيا البريطانية)
- الخامس - التصنيف العام، سباق مرحلة وادي الشمس (فينيكس، أريزونا)
- الخامس - التصنيف العام، سباق مرحلة جو مارتن (فايتفيل، أركنساس)
- الثاني عشر - واشوفيا ليبرتي كلاسيك (فيلادلفيا، بنسلفانيا)
- المركز الأول - معيار ميرسي سيليبريتي الكلاسيكي (فورت سميث، أركنساس)
- المركز 50 - كأس العالم للطرق للسيدات UCI، جائزة بلواي الكبرى (بلواي، فرنسا)

2004
- الثالثة - المرحلة 5؛ الرابع - المرحلة 3؛ التاسع - التصنيف العام، جولة في جيلا (سيلفر سيتي، نيو مكسيكو)
- المركز الأول - سباق حلبة الشفق؛ الرابع - معيار الشفق (أثينا، جورجيا)
- المركز الأول - سباق الطريق. المركز الأول - المعيار؛ المركز الأول - التصنيف العام، جائزة ميسيسيبي الكبرى (ناتشيز، MS)
- المركز الأول - بطولة ولاية تكساس المعيارية (فورت وورث، تكساس)
- الثاني عشر - واشوفيا ليبرتي كلاسيك (فيلادلفيا، بنسلفانيا)
- الخامس - المرحلة الرابعة؛ السادس - التصنيف العام، فيتشبرج لونجسجو كلاسيك (فيتشبرج، ماساتشوستس)
- الخامس - المرحلة الثانية، جولة تونا الدولية (ألتونا، بنسلفانيا)
- الثانية - المرحلة الثانية؛ 3 - المرحلة 3؛ الثاني - التصنيف العام، جائزة برمودا الكبرى (برمودا)
- الحادي عشر - المطاردة؛ الخامس عشر - سباق الصفر؛ المركز التاسع عشر - سباق النقاط، كأس العالم للدراجات على مضمار الاتحاد الدولي للدراجات (لوس أنجلوس، كاليفورنيا)